# 라이프니츠 대수
추상대수학에서 라이프니츠 대수(Leibniz代數, 영어: Leibniz algebra) 또는 로데 대수(Loday代數, 영어: Loday algebra)는 리 대수의 개념의 “비가환” 일반화이다. 즉, 일종의 야코비 항등식을 따르지만, 이항 연산이 반대칭일 필요가 없다. 대수적 K이론에 등장한다.

## 정의
가환환 {\displaystyle K}가 주어졌다고 하자. {\displaystyle K} 위의 왼쪽 라이프니츠 대수 {\displaystyle (K,[-,-])}는 다음과 같은 데이터로 주어진다.
- {\displaystyle K}-가군 {\displaystyle L}
- {\displaystyle K}-가군 준동형 {\displaystyle [-,-]\colon L\otimes _{K}L\to L}. 편의상 {\displaystyle [-,-]\colon a\otimes _{K}b\mapsto [a,b]}로 표기하자.

이는 다음 조건을 만족시켜야 한다.
(야코비 항등식) 임의의 {\displaystyle a,b,c\in L}에 대하여, {\displaystyle [a,[b,c]]=[[a,b],c]+[b,[a,c]]}
즉, 만약
{\displaystyle \operatorname {ad} _{x}y=[x,y]}
를 정의하면, 야코비 항등식은 다음과 같다.
{\displaystyle [\operatorname {ad} _{a},\operatorname {ad} _{b}]c=\operatorname {ad} _{[a,b]}c}
마찬가지로, 오른쪽 라이프니츠 대수는 다음 조건을 만족시켜야 한다.
{\displaystyle \operatorname {ad} _{x}y=[x,y]}
임의의 {\displaystyle a,b,c\in L}에 대하여, {\displaystyle [[a,b],c]=[a,[c,b]]+[[a,c],b]}
즉, 만약
{\displaystyle \operatorname {ad} _{x}y=[y,x]}
를 정의하면, 야코비 항등식은 다음과 같다.
{\displaystyle [\operatorname {ad} _{a},\operatorname {ad} _{b}]c=\operatorname {ad} _{[a,b]}c}
이 두 개념은 사실상 동치이며, 이항 연산의 표기에서 두 항의 순서를 바꾼 것에 불과하다. 즉, 만약 {\displaystyle (A,[-,-])}가 왼쪽 라이프니츠 대수라면,
{\displaystyle [x,y]^{\operatorname {op} }=[y,x]}
를 정의하면 {\displaystyle (A,[-,-]^{\operatorname {op} })}은 오른쪽 라이프니츠 대수이다.

## 성질
임의의 가환환 {\displaystyle K}에 대하여, 모든 {\displaystyle K}-리 대수는 항상 {\displaystyle K}-라이프니츠 대수이다. 반대로, {\displaystyle K}-라이프니츠 대수 {\displaystyle L}이 리 대수가 될 필요충분조건은
{\displaystyle [a,a]=0\qquad \forall a\in L}
인 것이다.

## 역사
1965년에 알렉산드르 블로흐(러시아어: Алекса́ндр М. Блох)가 도입하였으며, 블로흐는 이를 “D-대수”(러시아어: D-алгебра)라고 불렀다. 이 개념은 한동안 잊혀져 있다가, 1993년에 장루이 로데가 대수적 K이론을 연구하던 도중 이 개념을 재발견하였으며, 고트프리트 빌헬름 라이프니츠의 이름을 딴 “라이프니츠 대수”(프랑스어: algèbre de Leibniz)라는 용어를 도입하였다.

## 참고 문헌
1. ↑  Блох, Александр М. (1965). “Об одном обобщении понятия алгебры Ли”. 《Доклады академии наук Союза Советских Социалистических Республик》 (러시아어) 18 (3): 471–473. MR 193114. Zbl 0139.25702.
2. ↑  Loday, Jean-Louis (1993). “Une version non commutative des algèbres de Lie: les algèbres de Leibniz”. 《L’Enseignement mathématique》 (프랑스어) 39 (3–4): 269–293. doi:10.5169/seals-60428. Zbl 0806.55009.